# بیگبیگ استودیوز
بیگبیگ استودیوز (انگلیسی: Bigbig Studios) شرکت بازی ویدئویی بریتانیایی است، که در سال ۲۰۰۱ تأسیس شد.